# Pishenis
Pishenis (Pišenis) va ser el fill i l'hereu del rei hitita Hantilis I. A la mort del seu pare, segurament abans de poder agafar el control del regne, son cunyat Zidantas I, el va fer matar junt amb la seva dona i els seus fills i Zidantas va assolir la corona.